# Michael Kessler

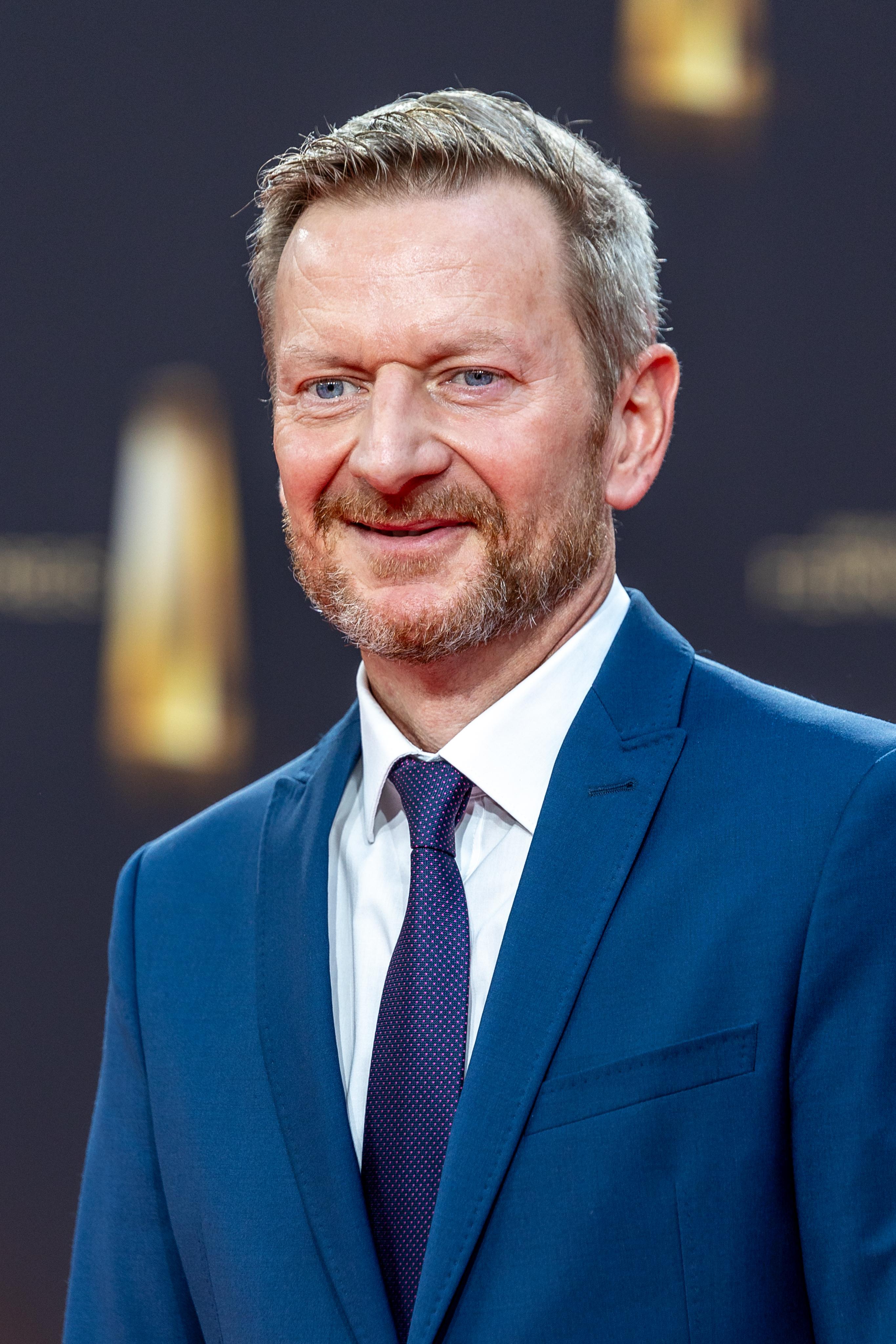
Michael Kessler (2023)

Michael Kessler (* 24. Juni 1967 in Wiesbaden) ist ein deutscher Schauspieler, Komiker, Theaterregisseur, Autor und Moderator. Er wurde mit dem Kinofilm Manta Manta (1991) und der Comedyserie Switch bekannt. 2008 wurde er in der Kategorie „Bester Schauspieler“ mit dem Deutschen Comedypreis ausgezeichnet.

## Wirken

### Theater
Michael Kessler legte 1986 sein Abitur am Gymnasium am Mosbacher Berg in Wiesbaden ab. Bereits zu seiner Schulzeit wirkte er in der Theater-AG mit und trat im Rahmen der Schultheatertage am Hessischen Staatstheater Wiesbaden auf. Von 1988 bis 1992 absolvierte er an der Westfälischen Schauspielschule Bochum eine Ausbildung. Während seines Studiums gastierte er in der Rolle des Georg Zierschnitz in Frank Wedekinds Jugenddrama Frühlings Erwachen am Schauspielhaus Bochum (1990) sowie in der Rolle des lothringischen Ritters Raoul in Schillers Die Jungfrau von Orléans am Schauspiel Frankfurt (1991).
Nach Erhalt seines Diploms war Kessler von 1992 bis 1995 am Nationaltheater Mannheim engagiert. Dort verkörperte er unter anderem Dr. Leopold Neumeister in der Komödie Der Raub der Sabinerinnen von Franz und Paul von Schönthan, Dauphin in Die heilige Johanna von George Bernard Shaw und Osvald Alving in Henrik Ibsens Familiendrama Gespenster. 1996 wurde er für die Inszenierung Poker an das Schauspielhaus Zürich verpflichtet. Gemeinsam mit Christoph Maria Herbst, Bastian Pastewka und Jürgen Tonkel stand er von 2005 bis 2009 wiederkehrend mit der Komödie Männerhort auf der Bühne des Theaters am Kurfürstendamm in Berlin. Der Erfolg des Stücks führte das Ensemble von Januar bis Februar 2008 durch das gesamte Bundesgebiet. Während ihrer Spielzeit traten sie in insgesamt 166 ausverkauften Vorstellungen vor rund 120.000 Zuschauern auf.
2010 feierte Kesslers eigenes Live-Programm Die kleinen Hits der großen Stars Premiere, in dem er künstlerische Verfehlungen prominenter Kollegen präsentierte. 2011 wurde er erstmals als Regisseur tätig und inszenierte am Deutschen Theater Göttingen das von Patrick Barlow bearbeitete Bühnenwerk Die 39 Stufen nach dem Kriminalroman von John Buchan und dem gleichnamigen Thriller von Alfred Hitchcock. In der darauffolgenden Spielzeit 2012/2013 inszenierte er ebenda am DT Göttingen die von Michael Frayn verfasste Komödie Der nackte Wahnsinn. In der Spielzeit 2013/2014 inszeniert er dort die Uraufführung von Oliver Bukowskis Stück Ich habe Bryan Adams geschreddert.

### Film und Fernsehen

#### 1990er Jahre

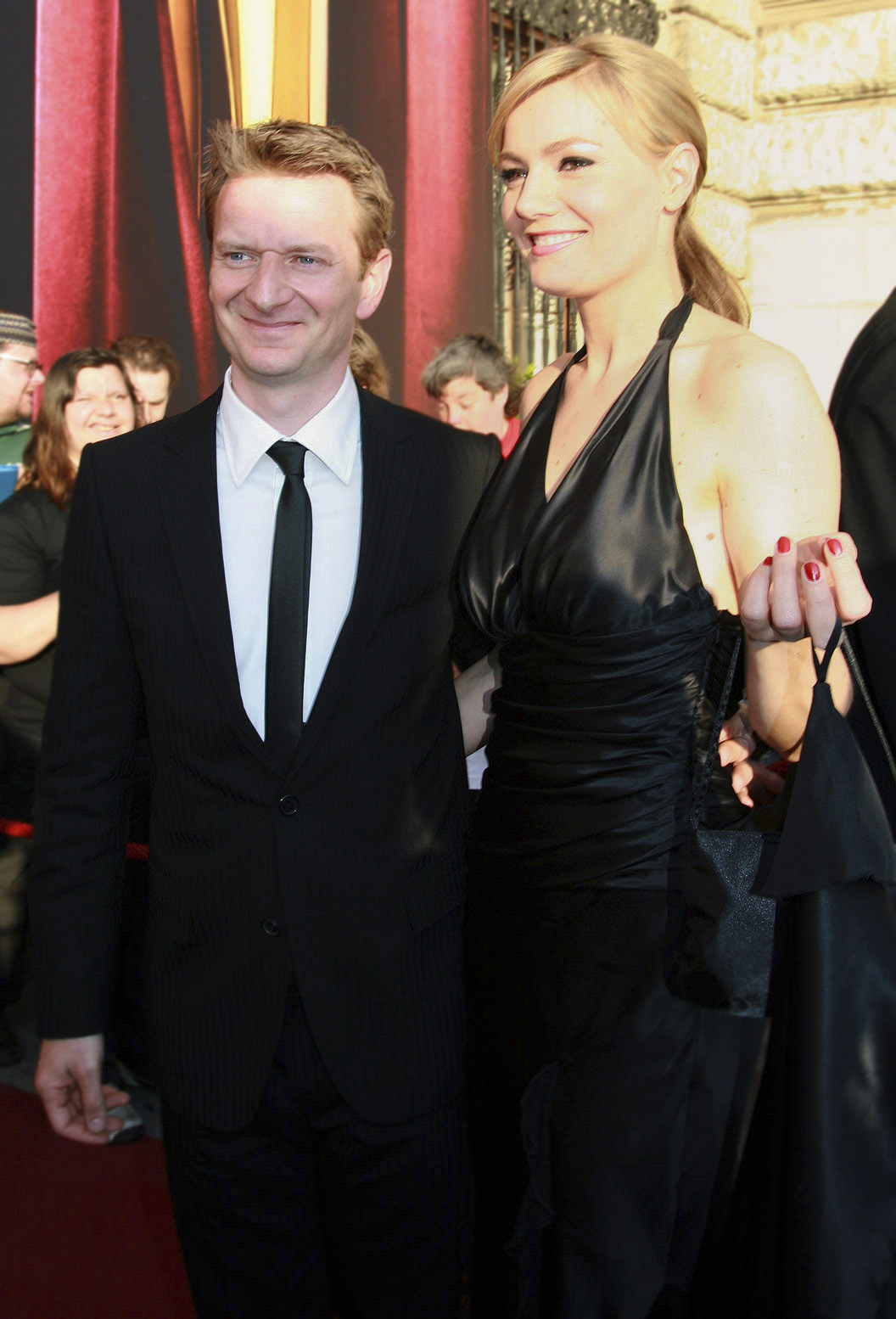
Michael Kessler mit Martina Hill (2009)

In Bernd Eichingers Actionkomödie Manta Manta debütierte Kessler 1991 als „Klausi“ in seiner ersten Kinorolle. Es folgten weitere Engagements als Nebendarsteller in den mit dem Deutschen Filmpreis ausgezeichneten Komödien Schtonk! (1992) und Kleine Haie (1992), im Fußballfilm Nordkurve (1993) sowie im Fernseh-Dreiteiler Hotel Mama (1995–1999).

#### 2000er Jahre
Einem breiten Fernsehpublikum wurde Kessler 1999 als Mitglied der Fernseh-Persiflage Switch bekannt, in der er von der dritten bis zur vierten und letzten Staffel im Jahr 2000 prominente Personen wie Journalist Peter Kloeppel oder Fernsehmoderator Andreas Türck parodierte. Von 2001 bis 2002 gehörte er zum Team der Wochenshow. Hier imitierte er die Talkmaster Alfred Biolek und Günther Jauch sowie den ehemaligen Grünen-Politiker Joschka Fischer. Mit dem Auftakt der auf Improvisation ausgerichteten und unter anderem mit dem Deutschen Fernsehpreis ausgezeichneten Sendung Schillerstraße folgte ab 2004 ein mehrjähriges Engagement für Kessler, der in 41 Episoden als Freund von Cordula Stratmann auftrat und seine Mitwirkung im Jahr 2007 beendete. Zwischen 2007 und 2012 war er erneut in der sechs Staffeln umfassenden Mediensatire Switch reloaded zu sehen, darunter als Volksmusikentertainer Florian Silbereisen und Fernsehkoch Horst Lichter.
Neben zahlreichen Auftritten in Einzelepisoden verschiedener Comedyproduktionen übernahm Michael Kessler mit der Figur des Herrn Marsch in Axel! will’s wissen eine feste Nebenrolle (2005–2006). Als Freund und Kollege des Hauptdarstellers Bastian Pastewka trat er seit 2005 zudem in allen Staffeln der gleichnamigen Sitcom Pastewka als Gast auf. Von 2006 bis 2008 nahm er an 25 Folgen der Rateshow Genial daneben teil, auch in der 2017 gestarteten Neuauflage der Show ist er wieder zu Gast.
Kessler wirkte auch als Gastdarsteller in Kriminalserien wie Tatort (2003), Ein Fall für zwei (2003), Großstadtrevier (2003), SOKO Köln (2005, 2009), Lutter (2009) und SOKO 5113 (2011) mit. In dem erstmals 2003 ausgestrahlten Kurzfilm Zwei Wochen Argentinien verkörperte er einen von Arbeitslosigkeit bedrohten Vater, der aus Angst um sein Sorgerecht Betrug begeht.
2006 startete im rbb Kesslers erste eigene Sendung Berliner Nacht-Taxe. Seine nächtlichen Begegnungen als Taxifahrer fasste er in dem gleichnamigen Buch zur Sendereihe zusammen, das im April 2008 im Berlin Verlag erschien. In Anlehnung an die britische Sitcom How Not to Live Your Life entstand 2008 Kesslers erste eigene Comedysendung Kesslers Knigge, die von Juni bis August 2009 auf Sat.1 ausgestrahlt, nach der Pilotstaffel jedoch nicht fortgesetzt wurde.

#### 2010er Jahre

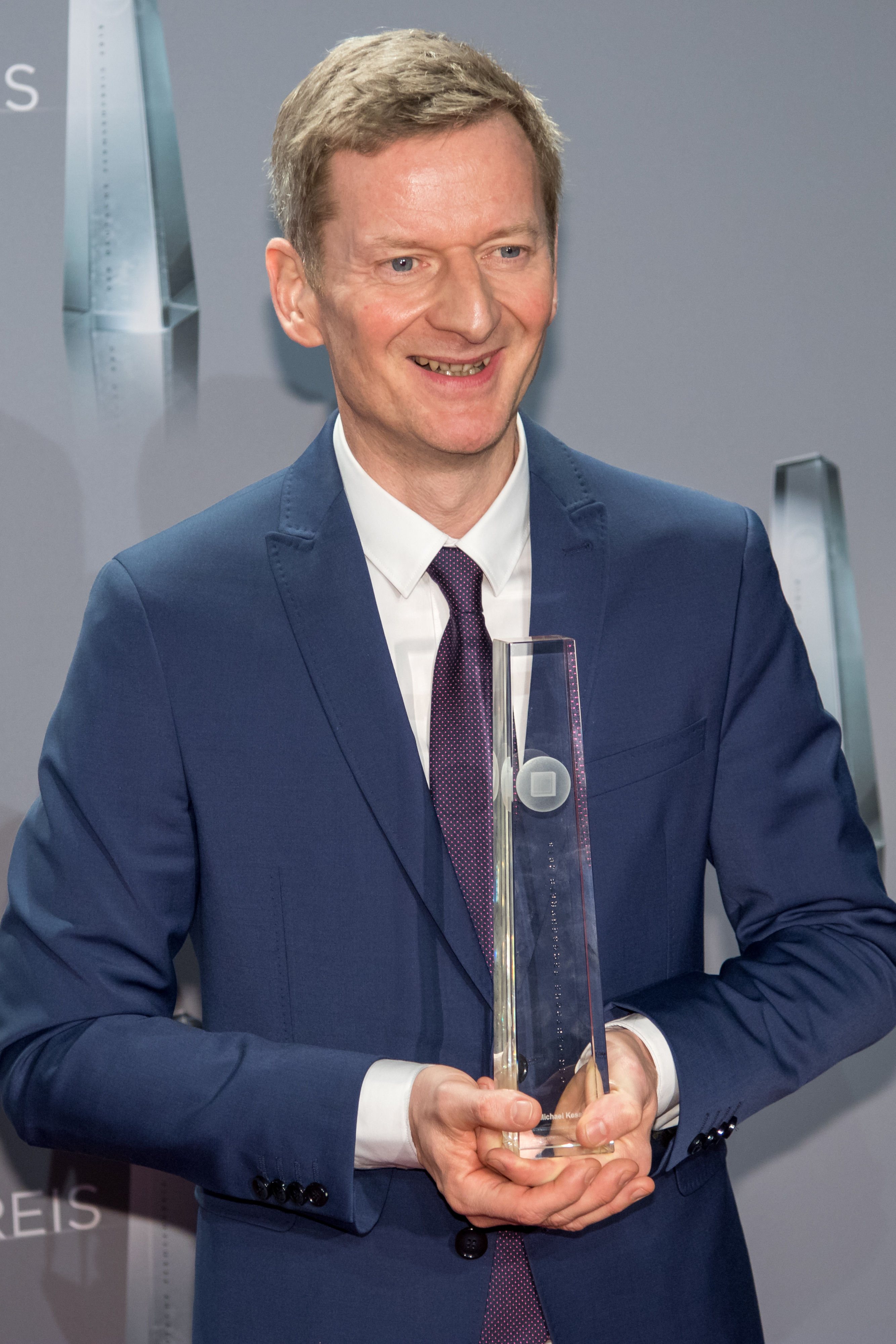
Michael Kessler mit Deutschem Fernsehpreis 2018

Nach vier Jahren stellte der rbb die Produktion Berliner Nacht-Taxe ein, setzte jedoch mit dem Nachfolgeprojekt Kesslers Expedition seine Zusammenarbeit mit dem Schauspieler fort. Im Oktober 2012 war Michael Kessler als Parodist von Günther Jauch in der ersten Wetten, dass..?-Sendung unter Markus Lanz als Außenreporter zu sehen. Anlässlich des RTL-Spendenmarathons im November 2012 parodierte er Jauch zudem in der 25. Ausgabe des Wer wird Millionär? – Prominenten-Specials und gewann 500.000 Euro für die Stiftung RTL – Wir helfen Kindern e. V. 2014 entstand für ZDFneo die sechsteilige Personality-Doku Kessler ist …, in der Kessler sechs Prominente und deren engeres Umfeld befragt, um sich am Ende der Sendung optisch in den Prominenten selbst zu verwandeln. 2016 war Kessler Schirmherr der 9. Regionalen Ausbildungsmesse Teltow. Ende 2018 verwirklichte Kessler mit dem RBB seine Idee für eine ernste Talkshow mit Kindern, Kesslers Smalltalk. Als Fortsetzung bzw. Abschluss der Reihe Kesslers Expedition drehte er 2019 Showtime, Herr Kessler!, eine Parodie einer Samstagabendshow.

#### 2020er Jahre
In der dritten Staffel der Martina Hill Show ist Kessler gemeinsam mit seinem ehemaligen Switch-Kollegen Bernhard Hoëcker als Gast zu sehen. Seit Dezember 2020 spielte er bei Binge Reloaded, dem Nachfolger von Switch Reloaded für Amazon Prime Video, im festen Ensemble mit.
Im Oktober 2021 spielte Kessler in der Terra-X-Dokumentation Wunderwelt Chemie an der Seite von Mai Thi Nguyen-Kim einen Chemiker. Ab Juni 2023 spielt er die Hauptrolle in der TV-Serienumsetzung von Kohlrabenschwarz. Zu dieser hat er gemeinsam mit Tommy Krappweis die Idee entwickelt und ist auch als Produzent tätig.

### Tätigkeit als Autor
Seit 1999 schreibt Kessler für Fernsehen, Film und Bühne. 2002 wurde sein für Kinder und Erwachsene konzipiertes Musical Fürchtenich am Staatstheater Mainz uraufgeführt. Als Autor war und ist er an allen Staffeln von Switch Reloaded, seiner eigenen Comedyserie Kesslers Knigge sowie an der auf 1 Live gesendeten Radio-Comedy Kesslers Shooting Stars beteiligt. Für den Thomas Sessler Verlag in Wien hat er die in den 1960er Jahren erfolgreiche Boulevardkomödie Boeing-Boeing des französischen Schriftstellers Marc Camoletti und die Filmkomödie Testosteron (2007) des polnischen Regisseurs Andrzej Saramonowicz bearbeitet. Boeing-Boeing feierte seine erfolgreiche Uraufführung im Juni 2008 im Theater am Kurfürstendamm in Berlin.
Für Theater Mogul hat er 2010 die deutsche Fassung von Paul Dewandres Mars und Venus geschrieben und die Beziehungskomödie unter dem Titel Mars und Venus – Crashkurs Liebe inszeniert. Für den RBB erfand Kessler 2016 die Mockumentary Meine heile Welt. Er schrieb das Drehbuch zur Pilotfolge Kampf um Thandrien und 2017 weitere Drehbücher für die erste Staffel von Meine heile Welt in der er auch die Hauptrolle spielt und als Creative Producer fungiert. Von 2011 bis 2016 schrieb er Kesslers Kolumne für TV Digital.

### Tätigkeit als Sprecher
Ende der 2000er Jahre erweiterte Kessler sein Betätigungsfeld um die Interpretation von Hörbüchern. So las er die humoristischen Produktionen Hölle, all inclusive (2009) von Mark Werner, Stadt der Verlierer (2011) von Daniel Depp sowie Entschuldigung, sind Sie die Wurst? (2010) mit Annette Frier und Nee, wir haben nur freilaufende Eier (2011) mit Martina Hill aus der Reihe Deutschland im O-Ton. Gemeinsam mit dem Kabarettisten Dieter Hildebrandt vertonte er in Loch in Erde, Bronze rin Parodien auf Gedichte von Friedrich Schiller, die im Original zuvor von Dieter Mann vorgetragen wurden.
Darüber hinaus trat Kessler 2011 erstmals als Synchronsprecher in Erscheinung und lieh unter anderem der Texas-Klapperschlange Jake in Rango seine Stimme. 2013 spricht Kessler den Lümmel „Hauie“ in Die Schlümpfe 2. 2016 sprach er Richter Hackpranke in Angry Birds – Der Film und Franz von Hahn in Mullewapp – Eine schöne Schweinerei.

## Filmografie

### Kino
- 1991: Manta Manta
- 1991: Schtonk!
- 1992: Kleine Haie
- 1993: Nordkurve
- 1998: Fake – Die Fälschung
- 2003: Für gutes Betragen
- 2006: Hui Buh – Das Schlossgespenst
- 2006: Bum-Bum
- 2006: Neues vom Wixxer
- 2006: Tell
- 2008: Freche Mädchen
- 2011: Vorstadtkrokodile 3
- 2011: Kein Sex ist auch keine Lösung
- 2011: Rango (Stimme von Klapperschlange Jake)
- 2012: Die Vampirschwestern
- 2013: Die Schlümpfe 2 (deutsche Stimme von Lümmel Hauie)[11]
- 2014: Fünf Freunde 3
- 2014: Die Vampirschwestern 2 – Fledermäuse im Bauch
- 2015: Schmidts Katze
- 2015: Er ist wieder da
- 2016: Angry Birds – Der Film (The Angry Birds Movie, Stimme von Richter Hackpranke)
- 2016: Mullewapp – Eine schöne Schweinerei (Stimme von Franz von Hahn)
- 2016: Die Vampirschwestern 3 – Reise nach Transsilvanien
- 2023: Manta Manta – Zwoter Teil
- 2024: Perfect Match

### Fernsehen

#### Ehemalig
- 1992: Siebenbirken
- 1993: Schwarz greift ein
- 1993: Das Schicksal der Woche
- 1994: Schwarz greift ein – Das Geständnis
- 1995: Der letzte Kurier
- 1995: Sonntags geöffnet
- 1995: Hotel Mama
- 1997: Sophie – Schlauer als die Polizei – Der Kranz des Todes
- 1997: Hotel Mama – Die Rückkehr der Kinder
- 1997: Callboy
- 1998: Ein Fall für zwei – Schwarzgeld
- 1998: Kommissare-Südwest – Die Lüge
- 1998: St. Angela – Getrennte Wege
- 1998: Die Lüge
- 1999–2000: Switch
- 1999: Hotel Mama – Mama auf der Flucht
- 2001–2002: Die Wochenshow
- 2002: Axel! – Die Reifenprüfung
- 2002: Großstadtrevier – Der große Knall
- 2002: Zwei Wochen Argentinien
- 2003: Glückstag
- 2003: Der kleine Mönch
- 2003: Tatort – Das Böse
- 2003: Alles Atze – Schröders Liste
- 2004–2006: Schillerstraße
- 2004: Das Büro – Die Megamotivation
- 2004: Sex & mehr
- 2004–2005: Axel! will’s wissen
- 2004: SK Kölsch – Der Fan
- 2004: Freispruch
- 2004: goXX
- 2004: Das Leben der Philosophen
- 2004: LiebesLeben – Heul doch!
- 2004: Comedy dell’Arte
- 2005: Bewegte Männer
- 2005: Urmel aus dem Eis
- 2005: SOKO Köln – Der letzte Kunde
- 2005–2007: Die Märchenstunde – Rotkäppchen, Aschenputtel, Froschkönig
- 2005–2020: Pastewka (19 Folgen)
- 2006–2009: Genial daneben – 29 Auftritte
- 2006–2012: Switch reloaded
- 2006: Kasten
- 2006: Hella von Sinnen Show
- 2006: Deutschland ist schön – Die Allstar Comedy
- 2006: Ladyland – Zeitarbeit/Männerjob
- 2007: Deadline
- 2007: Sesamstraße
- 2008: Wilsberg – Interne Affären
- 2006–2009: Berliner Nacht-Taxe
- 2009: SOKO Köln – Ein teuflischer Plan
- 2009: Kesslers Knigge
- 2009: Lutter – Mordshunger
- 2010–2017: Kesslers Expedition
- 2010: Im Spessart sind die Geister los
- 2010: SOKO 5113 – Für die gute Sache
- 2010: Bollywood lässt Alpen glühen
- 2010: Bernd & Friends
- 2011: Männer ticken, Frauen anders
- 2011: Schloss Einstein – Folge 662
- 2012: Blonder als die Polizei erlaubt
- 2012: Der letzte Bulle – Vater Mutter Kind
- 2012: Neues aus Büttenwarder – Stadtschinken
- 2012: Der Staatsanwalt – Liebe, Schmerz und Tod
- 2012: Wetten, dass..? – 1 Auftritt als Co-Moderator
- 2012: Wer wird Millionär? Prominenten-Special – 1 Auftritt als Günther Jauch
- 2012: Götter wie wir – Das 3-Königs-Casting
- 2013: Der Staatsanwalt – Kalter Tod
- 2014: Sesamstraße – Eine Möhre für zwei: Der Schatz des Käptn Karotte
- 2014: Sechs auf einen Streich: Von einem, der auszog, das Fürchten zu lernen
- 2014: Schmidts Katze
- 2014–2019: Kessler ist …
- 2015: Löwenzahn – Erfindungen
- 2015: Quizduell – 2 Auftritte
- 2015, 2017: Der Quiz-Champion – 2 Auftritte als Experte für Erdkunde
- 2015: Das Spiel beginnt! – 1 Auftritt
- 2016: Das Jahrhunderthaus
- 2016: Meine heile Welt – Kampf um Thandrien
- 2017–2020: Genial daneben (Neuauflage) – 14 Auftritte
- 2017: Das Jahrhunderthaus 2
- 2017: Meine heile Welt
- 2017: Sitzheizung gibt’s nicht
- 2018–2020: Genial daneben – Das Quiz – 17 Auftritte
- 2018: Jede Antwort zählt – 3 Auftritte
- 2018: Da kommst Du nie drauf! – 1 Auftritt
- 2018: SOKO Stuttgart – Ehrenwertes Haus
- 2019–2021: Die Läusemutter
- 2019: Showtime, Herr Kessler!
- 2021: Showtime, Herr Kessler![12]
- 2022: Showtime, Herr Kessler – Die Neujahrs-Show
- 2022: Bettys Diagnose – Stunde der Wahrheit
- 2023: Kohlrabenschwarz
- 2023: Sechs auf einen Streich: Das Märchen von der Zauberflöte
- 2023: Klein gegen Groß – Gastauftritt als Weihnachtsmann bei einem Duell
- 2023: Schlag den Star – 1 Auftritt
- 2024: LOL: Last One Laughing
- 2024: Blamieren oder Kassieren bei Schlag den Star – 1 Auftritt als Gastmoderator[13]
- 2024: Märchenperlen: Dornröschen und der Fluch der siebten Fee (Fernsehreihe)

#### Fortlaufend
- seit 2016: Wer weiß denn sowas? – mehrere Gastauftritte
- seit 2017: Ein Fall für die Erdmännchen (KiKA)
- seit 2019: Ziemlich beste Nachbarn (ZDF)
- seit 2020: Binge Reloaded

## Hörspiele
- 2011: Myra Çakan: Xanadu – Regie: Annette Kurth (Science-Fiction-Hörspiel – WDR)
- 2014: Max Urlacher: Flaschenpost aus dem All – Regie: Angeli Backhausen (Kinderhörspiel – WDR)
- 2018: Josef Göhlen, Tommy Krappweis: Bill Bo und seine Bande – Regie: Tommy Krappweis (Audible Original-Hörspiel)
- 2020: Tommy Krappweis, Christian von Aster: Kohlrabenschwarz – Regie: Tommy Krappweis (Audible Original-Hörspiel)

## Auszeichnungen
- 2005

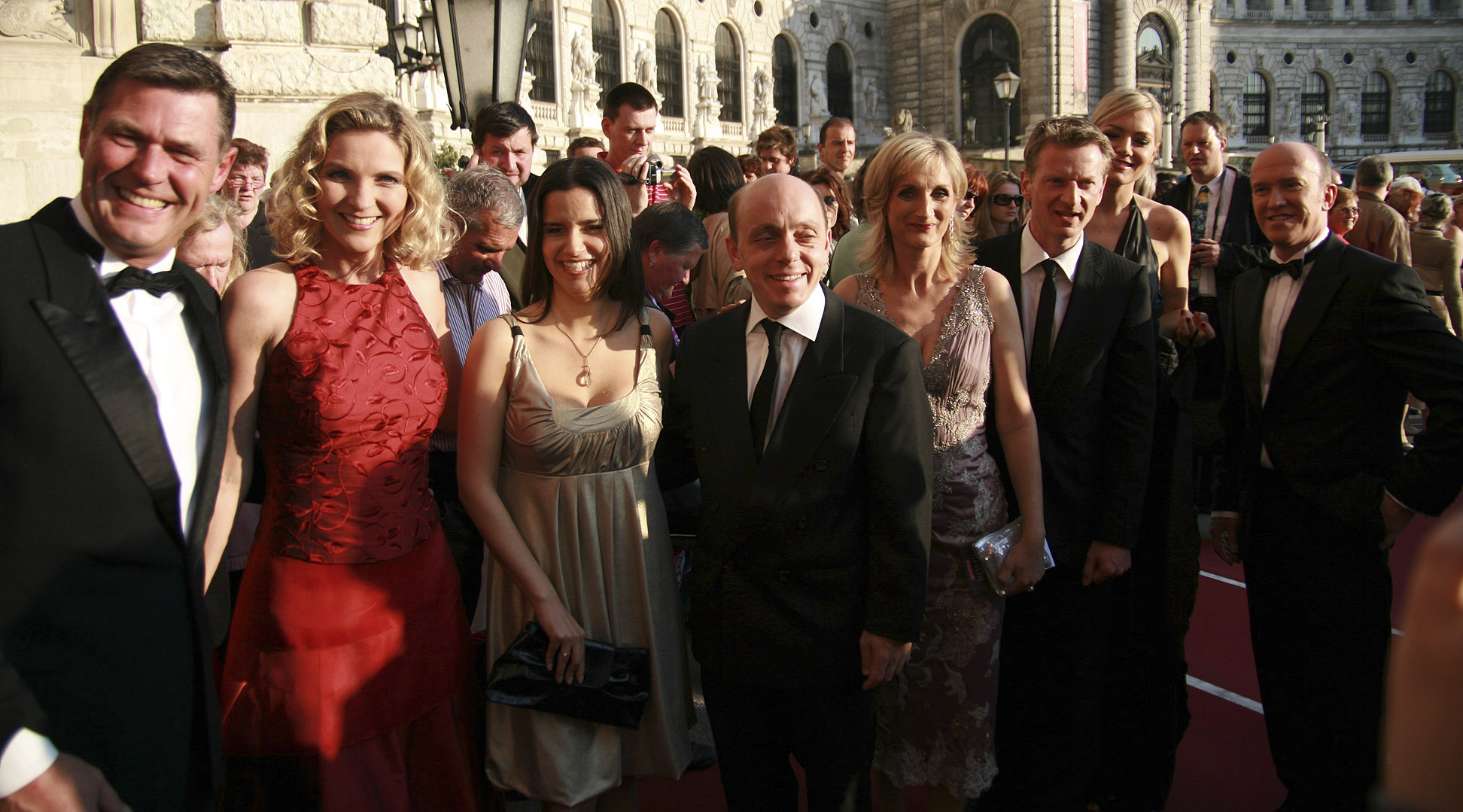
Michael Kessler mit dem Team von Switch Reloaded (2009)

  - Deutscher Fernsehpreis als Ensemblemitglied von Schillerstraße
  - Deutscher Comedypreis als Ensemblemitglied von Schillerstraße
- 2007
  - Deutscher Comedypreis als Ensemblemitglied von Switch Reloaded in der Kategorie „Beste Sketch-Show“
- 2008
  - Deutscher Comedypreis als „Bester Schauspieler in einer Comedyserie“
  - Deutscher Comedypreis als Ensemblemitglied von Switch Reloaded in der Kategorie „Beste Sketch-Show“
  - Deutscher Fernsehpreis als Ensemblemitglied von Switch Reloaded in der Kategorie „Beste Comedyserie“
- 2009
  - Romy als Ensemblemitglied von Switch Reloaded in der Kategorie „Spezialpreis der Jury“
- 2012
  - Jupiter Film Award als Ensemblemitglied von Männer ticken, Frauen anders in der Kategorie „Bester TV-Film“
- 2013
  - Eselorden der Stadt Wesel[14]
  - Grimme-Preis für Switch Reloaded – Wetten, dass..?-Spezial in der Kategorie „Unterhaltung“
- 2018
  - Deutscher Fernsehpreis in der Kategorie Beste Moderation/Einzelleistung Unterhaltung
- 2020
  - Deutscher Fahrradpreis in der Kategorie Fahrradfreundlichste Persönlichkeit[15]